# Балачу (Яломіца)
Балачу (рум. Balaciu) — село у повіті Яломіца в Румунії. Входить до складу комуни Балачу.
Село розташоване на відстані 67 км на схід від Бухареста, 37 км на захід від Слобозії, 147 км на захід від Констанци, 124 км на південний захід від Галаца.

## Населення
За даними перепису населення 2002 року у селі проживали 1112 осіб. Усі жителі села рідною мовою назвали румунську.
Національний склад населення села:
| Національність | Кількість осіб | Відсоток |
| -------------- | -------------- | -------- |
| румуни         | 1091           | 98,1%    |
| цигани         | 21             | 1,9%     |